# Phylostenax peniculus
Phylostenax peniculus is een schietmot uit de familie Limnephilidae. De soort komt voor in het Oriëntaals en het Palearctisch gebied.